# Paragia oligomera
Paragia oligomera är en stekelart som beskrevs av Roy R. Snelling 1986. Paragia oligomera ingår i släktet Paragia och familjen Masaridae. Inga underarter finns listade i Catalogue of Life.